# アーナス・ボーデルセン
アーナス・ボーデルセン（Anders Bodelsen, 1937年2月11日 - 2021年10月17日）は、デンマークの小説家。

## 人物
フレデリックスベル（Frederiksberg）出身。作家となる以前は雑誌編集業等に携わっていた。
小説の他にテレビ、ラジオの脚本や戯曲も手がける。

## 作品
- Hændeligt uheld （1968年）

轢き逃げ人生（岩本隼訳、TBS出版会）
- Tænk på et tal （1968年）

罪人は眠れない（隅田たけ子訳、角川書店）
"The Silent Partner"の題名で1978年に映画化される（ダリル・デューク監督、エリオット・グールド主演）。
- Frysepunktet （1969年）

蒼い迷宮（村田靖子、角川書店）
- Straus （1971年）

殺人にいたる病（村田靖子訳、角川書店）